# ناو کلاس ولاسکو
کروزر کلاس ولاسکو (به انگلیسی: Velasco-class cruiser) یک کلاس از کشتی است که طول آن ۲۱۰ فوت (۶۴ متر) می‌باشد.